# Poppenbach
Poppenbach ist ein Gemeindeteil des Marktes Colmberg im Landkreis Ansbach (Mittelfranken, Bayern). Die Gemarkung Poppenbach hat eine Fläche von 3,087 km². Sie ist in 205 Flurstücke aufgeteilt, die eine durchschnittliche Fläche von 15.059,49 m² haben.

## Geografie
Durch das Dorf fließt der Seegraben, ein linker Zufluss der Altmühl. 1,25 km nördlich erhebt sich der Büttelberg (531 m ü. NHN), 1 km östlich liegt das Waldgebiet Eichschlag in hügeliger Lage (533 m ü. NHN). 0,75 km nordwestlich liegen das Burghausener Holz und das Gassenfeld; 0,75 km südöstlich liegt der Froschbuck.
Die Kreisstraße AN 8 führt nach Burghausen (1,5 km westlich) bzw. zur Staatsstraße 2245 (1 km östlich). Eine Gemeindeverbindungsstraße führt zu einer Gemeindeverbindungsstraße (1,2 km südlich), die nach Binzwangen (1 km südlich) bzw. zur St 2245 verläuft (0,4 km südöstlich).

## Geschichte
Das Bistum Würzburg war zu Beginn des 14. Jahrhunderts Lehnsherr von Poppenbach. Heinrich, Friedrich und Sitzo Esel von Nordenberg erhielten um 1320 u. a. Poppenbach als Würzburger Lehen. Außerdem waren Ulrich von Aurach und Ulrich, genannt Aher von Witauwe, belehnt. Sitzo von Esel verlor nach seiner Verurteilung im Jahr 1328 die Lehen und das Schloss. Sie wurden anschließend an Lupold Kuchenmeister von Nordenberg verliehen. Dieser verkaufte 1340 seinen Besitz an Burkhart von Seckendorff zu Jochsberg. 1447 war Poppenbach im Besitz von Konrad Lesch zu Insingen. 1453 kaufte Craft von Vestenberg das Lehen von der Witwe des Konrad Lesch. 1497 wurde Caspar von Vestenberg zu Rosenberg u. a. mit Poppenbach belehnt. 1584 gelangte Poppenbach zusammen mit dem Rittergut Rügland an Friedrich von Crailsheim.
Gegen Ende des 18. Jahrhunderts gab es in Poppenbach 12 Anwesen (1 Hof, 9 Höflein, 4 Güter, 1 Hirtenhaus). Das Hochgericht übte das Rittergut Rügland der Herren von Crailsheim im begrenzten Umfang aus. Es hatte ggf. an das brandenburg-bayreuthische Schultheißenamt Markt Bergel auszuliefern. Die Dorf- und Gemeindeherrschaft und die Grundherrschaft über alle Anwesen hatte das Rittergut Rügland. In den Händen dieser Adelsfamilie blieb es bis zum Ende des Heiligen Römischen Reiches Deutscher Nation (1806) und war Teil des Ritterkantons Altmühl.
1810 kam Poppenbach zum Königreich Bayern. Im Rahmen des Gemeindeedikts wurde Poppenbach dem 1811 gebildeten Steuerdistrikt Bergel und der 1817 provisorisch gebildeten Munizipalgemeinde Bergel zugeordnet. Mit dem Zweiten Gemeindeedikt (1818) entstand die Ruralgemeinde Poppenbach. Sie war in Verwaltung und Gerichtsbarkeit dem Landgericht Windsheim zugeordnet und in der Finanzverwaltung dem Rentamt Ipsheim. Am 1. April 1832 erfolgte der Wechsel zum Landgericht Leutershausen und Rentamt Colmberg. In der freiwilligen Gerichtsbarkeit und der Ortspolizei unterstanden 14 Anwesen von 1820 bis 1848 dem Patrimonialgericht Rügland. Von 1862 bis 1879 gehörte Poppenbach zum Bezirksamt Ansbach, ab 1880 zum Bezirksamt Rothenburg ob der Tauber (1939 in Landkreis Rothenburg ob der Tauber umbenannt). Die Gerichtsbarkeit blieb beim Landgericht Leutershausen, von 1880 bis 1973 war das Amtsgericht Rothenburg ob der Tauber zuständig, das 1973 zu einer Zweigstelle des Amtsgerichts Ansbach wurde. Die Finanzverwaltung wurde 1880 vom Rentamt Rothenburg ob der Tauber übernommen (1919 in Finanzamt Rothenburg ob der Tauber umbenannt), das 1973  eine Zweigstelle des Finanzamts Ansbach wurde. Die Gemeinde hatte 1964 eine Gebietsfläche von 3,071 km².
Am 1. Mai 1978 wurde Poppenbach im Zuge der Gebietsreform in Bayern nach Colmberg eingemeindet.

### Bau- und Bodendenkmäler
- Haus Nr. 2: zweigeschossiges Wohnstallhaus, mit Fachwerkobergeschoss, 1852; Hofhaus, Krüppelwalmdach, 18./19. Jahrhundert[15]
- Haus Nr. 4: zweigeschossiges Wohnstallhaus, Fachwerk, 1842[15]
- Haus Nr. 5a: eingeschossiges Wohnstallhaus, Fachwerkgiebel, 1848[15]
- Haus Nr. 5b: Wohnstallhaus, Fachwerkobergeschoss, erste Hälfte 19. Jahrhundert[15]
- Steinkreuz, 1543; Ortsmitte[15]
- mittelalterliches Steinkreuz, ca. 500 Meter östlich des Ortes[16]
- Turmhügel: Am südwestlichen Ortsrand eine große, zum Teil eingeebnete runde Turmhügelanlage mit Graben und Wall; nahe an einer Altstraße gelegen, mittelalterlich[17]

### Einwohnerentwicklung
| Jahr      | 1818   | 1840   | 1852   | 1855   | 1861   | 1867   | 1871   | 1875   | 1880   | 1885   | 1890   | 1895   | 1900   | 1905   | 1910   | 1919   | 1925   | 1933   | 1939   | 1946   | 1950   | 1952   | 1961   | 1970   | 1987   | 2007   | 2020  |
| Einwohner | 91     | 91     | 79     | 84     | 83     | 84     | 89     | 89     | 92     | 100    | 100    | 100    | 102    | 88     | 82     | 86     | 86     | 83     | 76     | 104    | 89     | 77     | 72     | 71     | 70     | 61     | 49    |
| Häuser    | 14     | 16     |        |        |        |        | 15     |        |        | 18     | 17     |        | 17     |        |        |        | 15     |        |        |        | 16     |        | 14     |        | 14     |        |       |
| Quelle    | [ 19 ] | [ 20 ] | [ 21 ] | [ 21 ] | [ 22 ] | [ 23 ] | [ 24 ] | [ 25 ] | [ 26 ] | [ 27 ] | [ 28 ] | [ 29 ] | [ 30 ] | [ 29 ] | [ 31 ] | [ 29 ] | [ 32 ] | [ 29 ] | [ 29 ] | [ 29 ] | [ 33 ] | [ 29 ] | [ 12 ] | [ 34 ] | [ 35 ] | [ 36 ] | [ 2 ] |

## Religion
Der Ort ist seit der Reformation evangelisch-lutherisch geprägt und bis heute nach St. Sebastian, Cornelius und Cyprian (Binzwangen) gepfarrt. Die Einwohner römisch-katholischer Konfession sind nach St. Johannis (Rothenburg ob der Tauber) gepfarrt.